# パヴェウ・ミレフスキ
パヴェウ・ミレフスキ（ポーランド語: Paweł Milewski, 1975年4月15日 - ）は、ポーランドの外交官。2013年から2017年にかけて、駐オーストラリア大使を務め、2019年からは駐日本大使を務めている。

## 経歴
ミレフスキは、ワルシャワで育ち、同地で高等学校を終えた後 、1999年、ポズナンのアダム・ミツキェヴィチ大学で中国学の修士号を取得。また、彼は、1996年から翌年にかけて北京の首都師範大学、1997年から翌年にかけて厦門大学、2002年から翌年にかけてワルシャワ経済大学で学んだ。
1999年、彼は、ポーランド外務省に入省した。2000年から2003年にかけて、彼は、アジア大洋州局のアタッシェおよび三等書記官を務めた。2003年から2009年にかけて、彼は北京のポーランド大使館で、二等および一等書記官として勤務した。2009年から2011年にかけて、彼はポーランド外務省の東アジア大洋州部門の長として働き、アジア大洋州局の副局長を経て、2011年に局長になった。2013年、彼は、駐豪ポーランド大使に就任し、同年4月30日に、クエンティン・ブライス総督に信任状を提出した。さらに、パプアニューギニアも兼任する事になった彼は、同年10月30日にマイケル・オギオ総督に信任状を提出した。2017年、彼は、ポーランド外務省のアジア大洋州局長として復帰した。2019年10月1日、彼は、駐日ポーランド大使に任命され、2週間後に東京に着任した。2020年8月6日、原爆投下から75年目を迎える広島で開催された平和記念式典に参列し、原爆死没者への哀悼と平和への祈りを捧げた。
ミレフスキは、母語のポーランド語に加え、英語、フランス語そして中国語を話す。彼は、既婚者で3人の息子がいる。